# 2000 QK252
2000 QK252, também escrito como 2000 QK252, é um objeto transnetuniano (TNO) que está localizado no cinturão de Kuiper, uma região do Sistema Solar. Este corpo celeste é classificado como um cubewano. Ele possui uma magnitude absoluta (H) de 6,3 e tem um diâmetro estimado com cerca de 242 km ou 244 km. O astrônomo Mike Brown liste este corpo celeste em sua página na internet como um candidato a possível planeta anão.

## Descoberta
2000 QK252 foi descoberto no dia 27 de agosto de 2000 pelo astrônomo Marc W. Buie.

## Órbita
A órbita de 2000 QK252 tem uma excentricidade de 0,197 e possui um semieixo maior de 45,147 UA. O seu periélio leva o mesmo a uma distância de 36,274 UA em relação ao Sol e seu afélio a 54,020 UA.